# Rebeca Anchondo Fernández
Rebeca Anchondo Fernández (Nuevo Casas Grandes, Chihuahua; 29 de enero de 1926 - Chihuahua, Chihuahua; 9 de enero de 2012) fue una política mexicana, miembro del Partido Revolucionario Institucional. Fue en dos ocasiones diputada federal, y se distinguió en la promoción de los derechos políticos de la mujer en México en los años 1950.

## Reseña biográfica
Rebeca Anchondo Fernández realizó estudios comerciales en la ciudad de Nuevo Casas Grandes, donde se distinguió por su activismo a favor de la concensión del derecho al voto a la mujer, como tal fue secretaria del comité municipal del PRI de 1951 a 1958, electa como la primera regidora del ayuntamiento de Nuevo Casas Grandes de 1956 a 1959, secretaria del Ayuntamiento de 1962 a 1971 y presidenta municipal suplente de 1971 a 1974. En 1974 fue elegida diputada al Congreso de Chihuahua de ese año a 1977, siendo en este periodo la primera presidenta del Congreso del Estado. En 1979 fue elegida por primera ocasión diputada federal por el IX Distrito Electoral Federal de Chihuahua a la LI Legislatura cuyo periodo concluyó en 1982, fue elegida por segunda ocasión diputada federal por el mismo distrito electoral a la LIV Legislatura de 1988 a 1991.
El 9 de enero de 2012 falleció en la ciudad de Chihuahua.